# João Frederico III, Duque da Saxónia
João Frederico III, também conhecido como João Frederico, o Jovem (16 de Janeiro de 1538, Torgau – 21 de Outubro de 1565, Jena) foi um nobre alemão. Foi o duque titular da Saxónia do ramo Ernestino da Casa de Wettin. Recebeu o ducado de Saxe-Gota como apanágio, mas deixou o seu irmão mais velho administrá-lo.

## Vida
João Frederico era o filho mais novo de João Frederico, o Magnânimo (1503-1554) e da sua esposa, a princesa Sibila (1512-1554), filha de João III, Duque de Cleves.
Por ter sido negligenciado durante a sua infância, foi sempre doente e fraco.  Tinha um interesse por teologia desde muito novo e foi estudar precisamente essa disciplina na Universidade de Jena.
Após a morte do pai em 1554, recebeu o ducado de Saxe-Gota como apanágio, no entanto, como ainda era menor de idade, tanto ele como as suas terras ficaram à guarda e sob a regência do seu irmão mais velho, João Frederico II até 1557.  A partir desse ano, teve permissão para governar Saxe-Gota sozinho, mas preferiu celebrar um contrato com o irmão mais velho segundo o qual seria ele a administrar o apanágio durante quatro anos. Em 1561, o contrato foi alargado por mais quatro anos.
João Frederico III morreu solteiro e sem descendência em 1565, quando tinha vinte-e-sete anos de idade. Foi enterrado na igreja da cidade em Weimar. Devido à sua personalidade introvertida, raramente tomou decisões sozinho e era normalmente representado pelos seus irmãos mais velhos.

## Genealogia
| João Frederico III, Duque da Saxónia | Pai: João Frederico I, Eleitor da Saxônia | Avô paterno: João, Eleitor da Saxónia          | Bisavô paterno: Ernesto, Eleitor da Saxónia                 |
| João Frederico III, Duque da Saxónia | Pai: João Frederico I, Eleitor da Saxônia | Avô paterno: João, Eleitor da Saxónia          | Bisavó paterna: Isabel da Baviera, Eleitora da Saxónia      |
| João Frederico III, Duque da Saxónia | Pai: João Frederico I, Eleitor da Saxônia | Avó paterna: Sofia de Mecklemburgo (1481–1503) | Bisavô paterno: Magnus II, Duque de Mecklemburgo            |
| João Frederico III, Duque da Saxónia | Pai: João Frederico I, Eleitor da Saxônia | Avó paterna: Sofia de Mecklemburgo (1481–1503) | Bisavó paterna: Sofia da Pomerênia, Duquesa de Mecklemburgo |
| João Frederico III, Duque da Saxónia | Mãe: Sibila de Cleves                     | Avô materno: João III, Duque de Cleves         | Bisavô materno: João II, Duque de Cleves                    |
| João Frederico III, Duque da Saxónia | Mãe: Sibila de Cleves                     | Avô materno: João III, Duque de Cleves         | Bisavó materna: Matilde de Hesse                            |
| João Frederico III, Duque da Saxónia | Mãe: Sibila de Cleves                     | Avó materna: Maria de Jülich-Berg              | Bisavô materno: Guilherme IV, Duque de Jülich-Berg          |
| João Frederico III, Duque da Saxónia | Mãe: Sibila de Cleves                     | Avó materna: Maria de Jülich-Berg              | Bisavó materna: Sibila de Brandemburgo                      |

## Refências
- Ernst Wülcker (1881), "Johann Friedrich der Jüngere", Allgemeine Deutsche Biographie (ADB) (em alemão) 14, Leipzig: Duncker & Humblot, p. 343